# 2008 Konstitutsiya
Konstitutsiya (asteroide 2008) é um asteroide da cintura principal com um diâmetro de 50,26 quilómetros, a 2,8894731 UA. Possui uma excentricidade de 0,1005848 e um período orbital de 2 103,21 dias (5,76 anos).
Konstitutsiya tem uma velocidade orbital média de 16,61741712 km/s e uma inclinação de 20,66017º.
Esse asteroide foi descoberto em 27 de Setembro de 1973 por Lyudmila Chernykh.